# Aarklash Legacy
Aarklash Legacy là một tựa game thuộc thể loại nhập vai chiến thuật dưới sự phát triển của hãng Cyanide và Bigben Interactive đảm nhận khâu phát hành. Game được phát hành vào năm 2013 dành cho hệ điều hành Microsoft Windows. Lấy cảm hứng từ vũ trụ nhân vật trong trò Confrontation, game cho phép người chơi điều khiển 4 nhân vật trong số 8 nhân vật chơi được để thành lập nhóm riêng của mình.

## Nhận định
Aarklash Legacy tiếp nhận những lời bình phẩm "trái chiều hoặc trung bình" từ giới phê bình game, theo trang web tổng hợp kết quả đánh giá Metacritic với 72 điểm từ giới phê bình và 7.7 điểm cho người dùng tính đến tháng 10 năm 2019. Một số nhà phê bình nhận xét về cốt truyện hạn chế, đáng chú ý với Hooked Games nêu nhận định như sau "Cốt truyện và chiều sâu còn thiếu sót.", Gamer.no cho biết "Đó là một tựa game chỉ có phần chiến đấu và một số thứ khác.", và PC PowerPlay nhận xét game này "Chẳng có phần cốt truyện nào cả".